# Constantin Gâlcă
Constantin Gâlcă (* 8. März 1972 in Bukarest) ist ein ehemaliger rumänischer Fußballspieler und derzeitiger -trainer.
Er absolvierte insgesamt 183 Spiele in der rumänischen Divizia A, 199 Spiele in der spanischen Primera División und 82 Spiele in der spanischen Segunda División. Er nahm an der Fußball-Weltmeisterschaft 1994, der Fußball-Europameisterschaft 1996, der Fußball-Weltmeisterschaft 1998 sowie der Fußball-Europameisterschaft 2000 teil.

## Karriere als Spieler

### Vereinskarriere
Im Alter von 16 Jahren kam Gâlcă in die erste Mannschaft seines Heimatvereins Progresul Bukarest, die seinerzeit lediglich in der drittklassigen Divizia C spielte. Im Jahr 1989 wurden höherklassige Vereine auf ihn aufmerksam und Gâlcă wechselte im selben Jahr zum FC Argeș Pitești in die höchste rumänische Fußballliga, die Divizia A. Dort bestritt er seinen ersten Einsatz am 6. Dezember 1989. Obwohl er nur viermal zum Einsatz kam, schaffte er im Alter von 18 Jahren den Sprung in die rumänische U21-Nationalmannschaft. Daraufhin wurde er beim FC Argeș Stammspieler, sodass er sich für höhere Aufgaben empfahl und bereits 1991 den Sprung zu einem der besten rumänischen Vereine, zu Steaua Bukarest wagte.
Bei Steaua gelang ihm endgültig der Durchbruch und Gâlcă wurde ein unverzichtbarer Stammspieler, der sich durch gefährliche Fernschüsse, großen Einsatz und hervorragendes Zweikampfverhalten auszeichnete. Mit Steaua wurde er von 1993 bis 1996 viermal in Folge rumänischer Meister und gewann einmal den rumänischen Pokal. Lediglich die Erfolge im Europapokal blieben aus.
Nach fünf Jahren in Bukarest, in denen er bereits in jungen Jahren zur Legende wurde, wagte er 1996 den Sprung ins Ausland und schloss sich dem spanischen Klub RCD Mallorca, der seinerzeit in der Segunda División spielte und den Aufstieg in die Primera División anstrebte. Das Ziel wurde erreicht und Gâlcă hatte mit 13 Saisontoren großen Anteil daran. Er verließ Mallorca aber nach dem vollbrachten Aufstieg bereits wieder und wechselte zu Espanyol Barcelona. Mit Espanyol konnte er sich aber nicht in der spanischen Spitze etablieren. Der größte Erfolg gelang im Jahr 2000, als der Klub die Copa del Rey gewann und damit erstmals nach 60 Jahren wieder einen Titel holte.
Im Jahr 2001 wechselte Gâlcă zum Ligakonkurrenten FC Villarreal. Auch hier avancierte er zu einer Stütze des Teams und trug einen Großteil zum Erreichen des 15. Platzes und damit des Klassenerhalts bei. Zu Beginn der folgenden Spielzeit 2002/03 war er aufgrund einer Verletzung nicht mehr Stammspieler und wurde in die Segunda División an Real Saragossa ausgeliehen, wo ihm der Aufstieg gelang. Allerdings kehrte er nicht mehr nach Villarreal zurück, da er seine beste Zeit bereits hinter sich hatte. Gâlcă wechselte ablösefrei erneut in die Segunda División und schloss sich UD Almería an. Hier erlebte er seinen zweiten Frühling und schaffte im Jahr 2005 sogar die Rückkehr in die Nationalmannschaft. Im Jahr 2006 wagte er noch einmal den Sprung in die Primera División zu Gimnàstic de Tarragona, beendete aber bereits nach einer Spielzeit im Sommer 2007 seine Karriere, ohne ein einziges Mal gespielt zu haben.

### Nationalmannschaftskarriere
Gâlcă bestritt insgesamt 68 Spiele für die rumänische Fußballnationalmannschaft und erzielte dabei vier Tore. Sein Debüt gab er am 22. September 1993 gegen Israel. Er bildete zusammen mit Dorinel Munteanu ein starkes Duo im defensiven Mittelfeld. Gâlcă nahm an der Fußball-Weltmeisterschaft 1994 in den USA, der Fußball-Europameisterschaft 1996 in England, der Fußball-Weltmeisterschaft 1998 in Frankreich und der Fußball-Europameisterschaft 2000 in Belgien und den Niederlanden teil. wobei er bis auf 1994 stets Stammspieler war. Nach seinem 66. Länderspiel im Jahr 2002 holte ihn Nationaltrainer Victor Pițurcă noch einmal für zwei Spiele zurück.
Gâlcă erzielte zudem in 14 Spielen für die rumänische U21-Nationalmannschaft zwei Tore.

## Trainerkarriere
Im Juni 2009 begann Gâlcă seine Trainerkarriere in der spanischen Tercera División (vierte Liga) bei der zweiten Mannschaft von UD Almería. Nach der Entlassung von Hugo Sánchez als Trainer der ersten Mannschaft am 21. Dezember 2009 war Gâlcă zunächst als Interimstrainer im Gespräch, wurde am 19. Januar 2010 nach einem enttäuschenden Saisonverlauf allerdings selbst als Trainer der zweiten Mannschaft entlassen.
Im August 2013 wurde er Trainer der rumänischen U-17-Nationalmannschaft, wo er Nicolae Ungureanu ablöste.
Am 2. Juni 2014 wurde Gâlcă als neuer Trainer des Steaua Bukarest vorgestellt, als Nachfolger von Laurențiu Reghecampf. Am Ende seiner ersten Saison 2014/15 gewann Gâlcă das nationale Triple bestehend aus Meisterschaft, Pokal und Ligapokalsieg.
Ab Dezember 2015 war Constantin Gâlcă der Cheftrainer von Espanyol Barcelona. Sein Vertrag endete zum 30. Juni 2016 und wurde seitens des Vereins nicht verlängert. Im Oktober 2016 wurde er Trainer des saudi-arabischen Vereins al-Taawon. Im März 2017 trat er von seinem Amt zurück. Im Mai 2017 wurde er Cheftrainer von Aufsteiger al-Fayha FC. Anfang November 2017 wurde er wieder entlassen.

## Erfolge

### Als Spieler
Steaua Bukarest
- Rumänischer Meister (4): 1993, 1994, 1995, 1996
- Rumänischer Pokalsieger (2): 1992, 1996
- Rumänischer Supercup (2): 1994, 1995

Espanyol Barcelona
- Copa Catalunya: 1999
- Spanischer Pokal: 2000

### Als Trainer
Steaua Bukarest
- Rumänischer Meister: 2015
- Rumänischer Ligapokal: 2015
- Rumänischer Pokalsieger: 2015

Vejle BK
- 1. Division Meister: 2020

## Auszeichnungen
Am 25. März 2008 wurde Gâlcă vom rumänischen Staatspräsidenten Traian Băsescu für die Leistungen in der Nationalmannschaft mit dem Verdienstorden „Meritul sportiv“ III. Klasse ausgezeichnet.

## Sonstiges
Gâlcă ist verheiratet und Vater von Drillingen, einem Sohn und zwei Töchtern.